# Ferran d'Aragó, duc de Calàbria
Ferran d'Aragó, duc de Calàbria (Àndria, Pulla, 15 de desembre de 1488 - València, 20 d'octubre de 1550) va ser un noble napolità de sang reial que va jugar un important paper en la política mediterrània de la Corona d'Aragó a principis del segle xvi, arribant a ser virrei de València en companyia de la seua muller Germana de Foix. Era fill del rei Frederic III de Nàpols, i com a primogènit va portar els títols de duc de Calàbria i de la Pulla. Sa mare, Isabella del Balzo, era filla del príncep d'Altamura i neta del príncep d'Àndria.

## Infantesa
El regnat de la Corona d'Aragó sobre Nàpols havia començat amb Alfons el Magnànim (rei entre 1442 i 1458), qui va iniciar la seqüència dinàstica que arribaria a Frederic III, pare de Ferran, passant per Ferran I, Alfons II i Ferran II.
La cort napolitana en què va créixer Ferran d'Aragó posseïa la brillantor típica de les corts italianes renaixentistes pel que feia a la vida artística i cultural. Ferran va poder conviure amb figures destacades de les arts i les lletres, com ara el filòsof Giovanni Pontano, el compositor Johannes Tinctoris i el poeta Jacopo Sannazaro. La seua educació va ser confiada a un humanista molt pròxim a Pontano: Crisòstom Colonna da Caggiano, amb qui va aprendre cultura clàssica. A la cort napolitana també va començar a desenvolupar el seu gust per les farses i comèdies, que posteriorment impulsaria de manera definitiva a València. L'estima pels llibres sembla que la va adquirir de son pare, el rei Frederic, un consumat i dedicat bibliòfil; mentre que del ric ambient musical napolità s'encomanaria de l'amor per la música. En definitiva, l'acurada educació que va rebre a la cort napolitana va ser clau en la seua posterior activitat com a mecenes, desenvolupada en l'etapa com a virrei de València, i que hom considera sense parangó en el món renaixentista peninsular.
Dissortadament per a Ferran, aquesta etapa brillant va acabar amb la conquesta del reialme per part de poderosos enemics. Una aliança entre els reis Lluís XII de França i Ferran el Catòlic (cosí de Frederic) havia insistit en la reclamació del predecessor de Lluís, el rei Carles VIII de França, als trons de Nàpols i Sicília, de manera que l'any 1501 van deposar Frederic i Nàpols inicialment va anar a mans de Lluís. No obstant això, l'any 1504 esclatà una nova guerra que portà Nàpols sota domini de la Corona d'Aragó.

## Ostatge de Ferran el Catòlic
Ferran, que a l'inici de les hostilitats havia estat enviat per son pare a Tàrent, hi va ser fet presoner per Gonzalo Fernández de Córdoba arran de la capitulació de la ciutat, l'1 de març de 1502. Inicialment se li va prometre la llibertat, amb la possibilitat de reunir-se amb la seua família a França, atès que l'exrei Frederic hi havia estat acollit per Lluís XII a la ciutat de Tours, on en compensació de la pèrdua del seu regne li havia atorgat el ducat d'Anjou. Però Gonzalo Fernández de Córdoba va rebre instruccions precises de Ferran el Catòlic de retenir Ferran d'Aragó com a ostatge, el que va portar a recapturar-lo a Bitonto i enviar-lo a l'exili.
Va ser traslladat a Barcelona el mateix any 1502 i en la primera dècada del seu exili, tot i que estretament vigilat, va mantenir certa llibertat com a membre de la cort. Posseïdor d'encís personal, culte, afable i intel·ligent, va saber guanyar-se l'amistat de Ferran el Catòlic, de manera que quan aquest, l'any 1506 va abandonar la cort per visitar els seus dominis napolitans i casar-se amb Germana de Foix, va nomenar Ferran Lloctinent General de Catalunya.
Novament, l'any 1512, arran d'una nova visita a Nàpols, el rei va confiar en ell i el va nomenar virrei de Catalunya. No obstant això, Ferran desitjava retrobar-se amb la seua família i va planificar la seua fugida, utilitzant Alfons I d'Este, cosí seu, com a intermediari. El rei Catòlic va retornar d'Itàlia més aviat del que s'havia programat, i va assabentar-se del complot mentre passava una temporada a Logronyo. El duc de Calàbria havia confessat el seu pla al clergue Juan Martínez de la Haya, qui el va transmetre al rei, i el duc va ser capturat en companyia d'uns còmplices. Va ser empresonat al castell d'Atienza i els còmplices van ser executats en la seua presència. D'ací va ser traslladat al castell de Xàtiva el 4 de novembre de 1512, i hi va estar empresonat durant onze anys.

## Presó a Xàtiva
Els onze anys a Xàtiva van ser durs per al jove duc de 24 anys, perquè van coincidir amb la decadència i l'empobriment de la seua família. Son pare, el rei Frederic havia mort a Tours l'any 1504 i la mare i els germans havien acabat refugiats a la cort de Ferrara, protegits per la família Este.
No obstant això, Ferran sabia que la seua condemna era limitada a «només» 11 anys, segons ordre expressa del rei Catòlic, transmesa al seu net Carles V, i potser això li va permetre resistir la presó. Durant la guerra de les Germanies, els revoltats van intentar convèncer-lo perquè encapçalara les seues reivindicacions; amb això pretenien donar el vernís de la reialesa al seu bàndol. Fins i tot es va projectar el seu alliberament i posterior matrimoni amb la reina Joana, reclosa a causa de la seua bogeria a Tordesillas. Amb aquest enllaç els revoltats, malcontents amb l'Habsburg Carles V, volien posar Ferran al capdavant de la Corona d'Aragó. Ferran va rebutjar aquestes propostes, lleialtat que li guanyaria la confiança de l'emperador.
El 13 de desembre de 1523, Ferran va ser alliberat per l'emperador, i la fortuna va canviar radicalment per al duc de trenta-cinc anys.

## Matrimoni i virregnat de València
Els esdeveniments de l'any 1526 mostren en quina mesura se situava l'estima de Carles V pel jove duc de Calàbria. Al gener d'aquest any, i en companyia d'Antonio de Fonseca, arquebisbe de Toledo i d'Álvaro de Zúñiga, duc de Béjar, li va encarregar escortar la seua promesa, Isabel de Portugal i d'Aragó, a Sevilla. Ací, al mes de març i enmig d'alegres celebracions va tenir lloc un doble casament: el de Carles V amb Isabel de Portugal, i el del duc de Calàbria amb la viuda del rei Catòlic, Germana de Foix, casament arranjat pel mateix emperador.
Germana de Foix, amb la mateixa edat que el duc, era una política experimentada, que havia ocupat els càrrecs de lloctinent general de la Corona d'Aragó, lloctinent general de Catalunya i virreina de València, on va aconseguir aplacar la revolta de les Germanies. Germana havia enviudat dues vegades, la primera, ja esmentada, de Ferran el Catòlic, i la segona del margrave Joan de Brandeburg-Ansbach, amb qui va estar casada entre 1519 i 1525.
Després del matrimoni, Carles V elevà el duc a la mateixa categoria que la seua esposa, nomenant-los de manera conjunta virreis de València. Amb unes rendes de 28.000 ducats procedents de terres al Regne de València i Castella, la parella de virreis pogué donar a la ciutat de València la seua darrera època d'esplendor com a ciutat cortesana.

## Mecenes de les arts i de les lletres
Ferran d'Aragó, en companyia de la seua esposa Germana, van fer de València la cort més brillant i sofisticada del seu temps a la Península Ibèrica, a l'estil de les corts renaixentistes italianes. La mort de Germana de Foix a l'octubre de 1536, i el subsegüent casament del duc amb l'aristòcrata valenciana Mencía de Mendoza, l'any 1538, no va suposar un canvi en les activitats del virrei, i fins i tot la nova esposa va continuar donant suport a les arts després de la mort del duc, l'any 1550.
Els interessos del duc abastaven la literatura, les maneres cortesanes, la bibliofília i, sobretot, la música. Va posseir una valuosa col·lecció d'instruments, amb tres orgues decorats, dos llaüts i sis violes de mà, a més d'altres peces. Un document de la seua casa, datat l'any 1546, indica que de les dues-centes persones al seu servei, cinquanta eren músics de la seua capella personal, llavors dirigida per Juan Cepa. Entre els músics que van prestar-li serveis cal destacar l'intèrpret de viola de mà Lluís del Milà i el mestre de capella Pedro de Pastrana.
Lluís del Milà, que a més de músic era poeta i membre de la cort del duc, va descriure els costums i l'etiqueta de la cort virreinal al seu llibre El Cortesano, imprès l'any 1561 i inspirat en Il Cotegiano de Baldassare Castiglione.
La biblioteca del duc va ser un dels majors tresors del Renaixement. El seu nucli inicial el constituí la biblioteca dels reis de Nàpols, enviada a València per la seua família des de Ferrara. Una còpia de l'inventari, feta arran del trasllat de la biblioteca al Monestir de Sant Miquel dels Reis, al qual el duc l'havia deixada en herència, parla un total de 795 volums. La col·lecció incloïa nombroses bíblies, obres teològiques, literatura clàssica i literatura medieval i renaixentista italiana. Després de diverses vicissituds, lligades al destí del Monestir, només una part de la biblioteca s'ha conservat, custodiada per la Universitat de València. La col·lecció d'obres musicals, una de les més valuoses i completes del seu temps, es dona per perduda.
Una de les obres més perdurables del duc de Calàbria a València va ser l'edificació del monestir jerònim de Sant Miquel dels Reis, en compliment del darrer desig de Germana de Foix. En aquest monestir es troben soterrats ambdós virreis.
Ferran d'Aragó va morir a València el 20 d'octubre de 1550 sense deixar descendència de cap de les seues dues mullers.